# Massif du Monte Renoso
Le massif du Monte Renoso est un massif montagneux de Corse culminant au Monte Renoso (2 352 m). Il est le troisième plus élevé des quatre massifs de haute montagne de l'île (Cinto, Rotondo, Renoso et Incudine).

## Géographie

### Situation
Le massif du Monte Renoso est situé dans le centre-sud de la Corse, entre Ajaccio et Aléria. Bordé au nord et à l'ouest par les vallées de la Gravona et du Vecchio, au sud et à l'est par celles du Taravo et du Fiumorbo, il constitue notamment la frontière naturelle entre le Cismonte et le Pumonti sur un tronçon de la chaîne centrale s'étendant entre les cols de Vizzavona et de Verde.
Le cœur du massif est profondément entaillé par les hautes vallées du Fiumorbo, de la Gravona et surtout du Prunelli. Ces trois cours d'eau prennent leur source à proximité du Monte Renoso (2 352 m), sommet du massif et point culminant de la moitié sud de l'île.
Le massif est entouré au nord-ouest par le massif du Monte Rotondo, au sud-est par le massif du Monte Incudine et au nord-est par la vallée du Tavignano qui le sépare du massif du Monte San Petrone. Le relief s'adoucit progressivement jusqu'aux golfes d'Ajaccio et de Propriano au sud-ouest et jusqu'à la plaine d'Aléria à l'est.

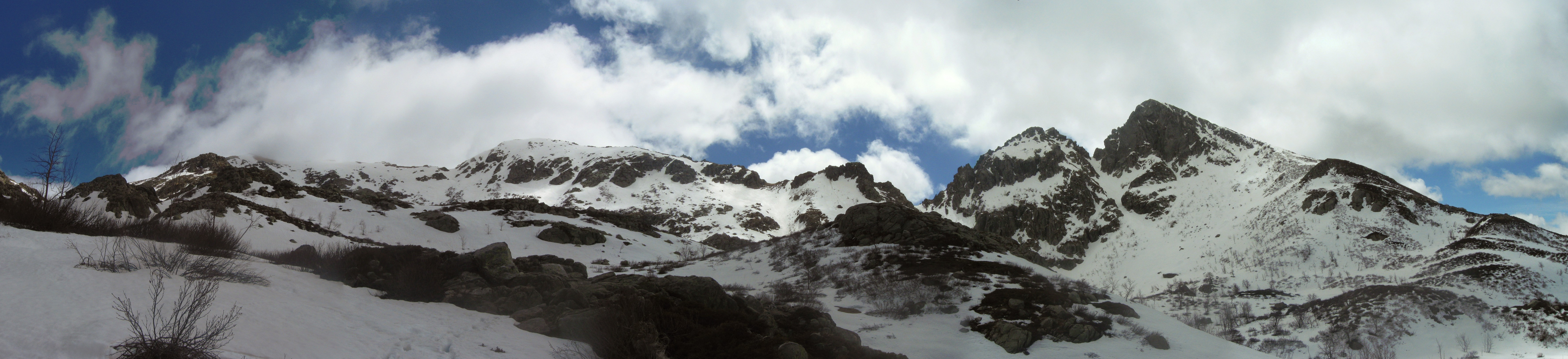
Vue printanière du chaînon de la Punta alla Vetta (2 255 m)

### Principaux sommets

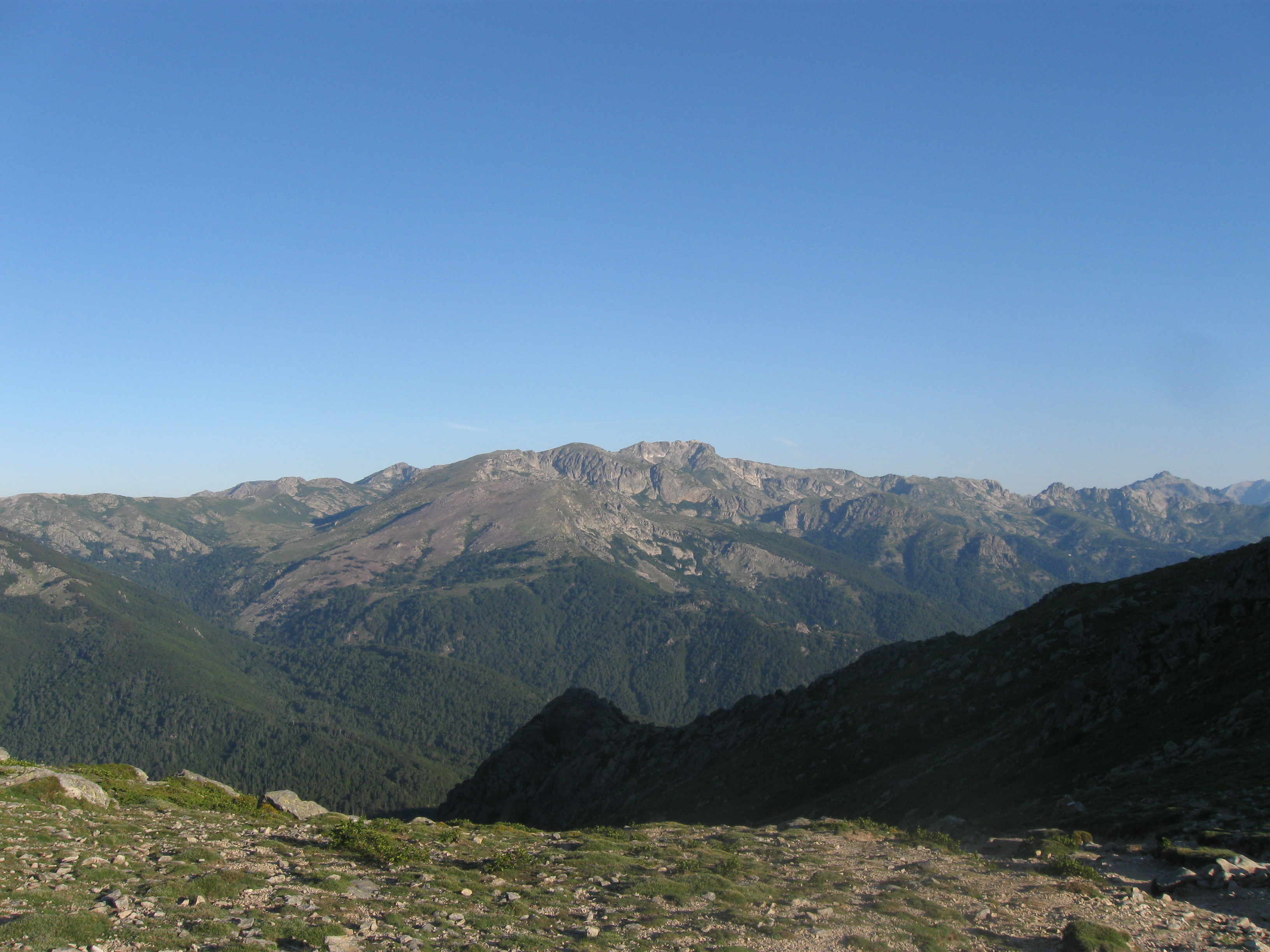
Le massif du Monte Renoso depuis Bucca d'Oru de l'autre côté de la vallée du Taravu

- le Monte Renoso (2 352 m)
- la Punta Orlandino (2 273 m)
- le Monte Torto (2 262 m)
- la Punta alla Vetta (2 255 m)
- la Punta Capannella (2 250 m)
- la Punta Bacinello (2 247 m)
- le Monte Niello (2 157 m)
- la Punta Sfronditata (2 121 m)
- la Punta dell'Oriente (2 111 m)
- la Punta Scaldasole (2 100 m)
- la Punta Piaggiola (2 014 m)
- le Monte Giovanni (1 950 m)
- la Punta Mantellucciu (1 679 m)
- la Punta d'Isa (1 630 m)
- la Punta Muro (1 565 m)

## Activités

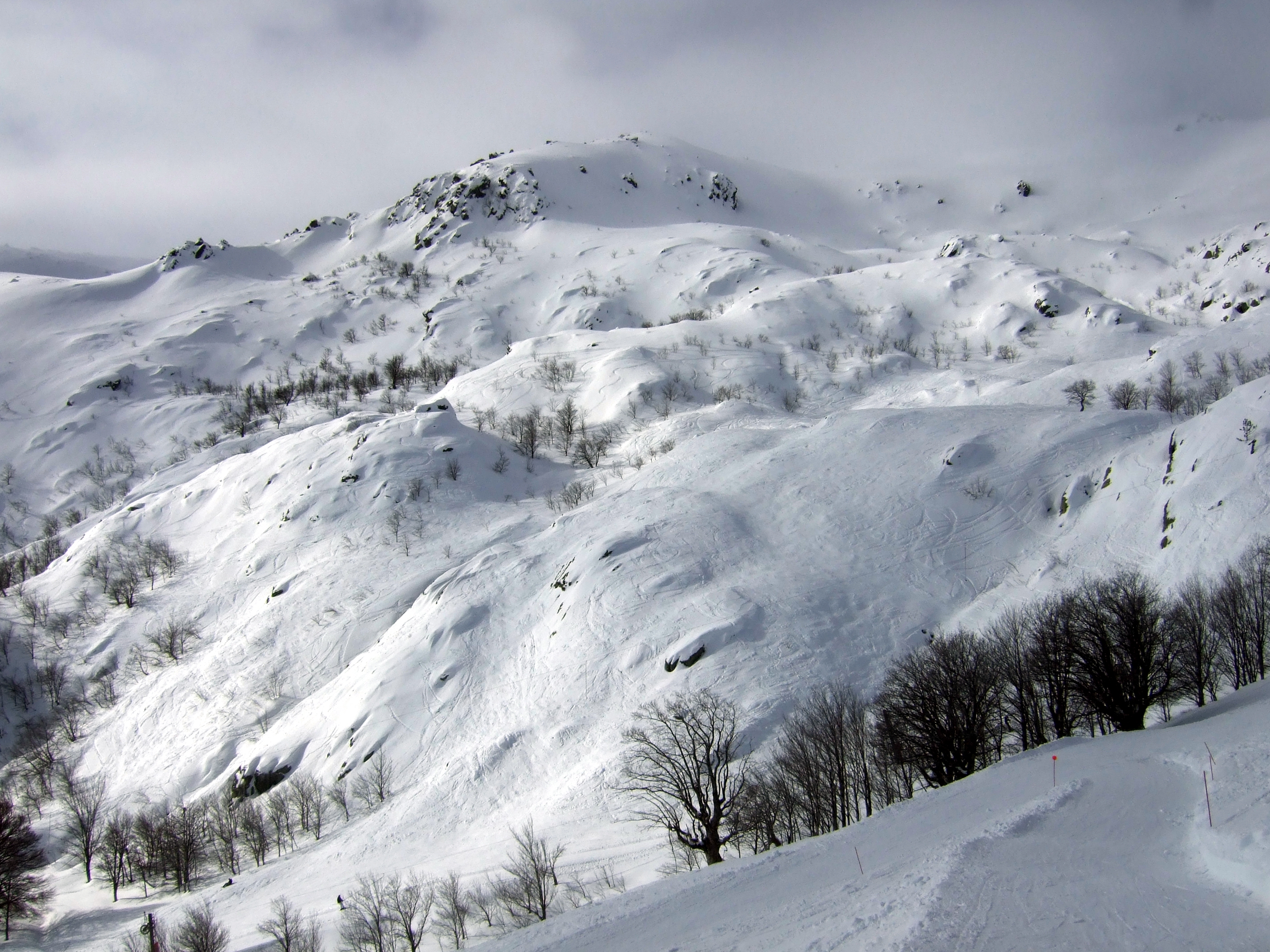
Vue depuis une piste de Ghisoni-Capannelle.

Soumis à un enneigement conséquent de décembre en avril, le massif du Monte Renoso se prête à la pratique des sports d'hiver. Deux stations de ski sont présentes dans le massif : Ghisoni-Capannelle et Val d'Ese. Ces dernières constituent également avec les cols de Verde, Vizzavona, Scalella et Sorba des points de départ relativement fréquentés pour des excursions estivales ou hivernales dans le massif.